# Daniel Auster
Pour les articles homonymes, voir Auster.
Daniel Auster (en hébreu : דניאל אוסטר) est un homme politique israélien né le 7 mai 1893 à Knihinine et mort le 15 janvier 1962. Auster est à trois reprises maire de Jérusalem : entre 1937 et 1938, entre 1944 et 1945 alors que Jérusalem est sous mandat britannique, et entre 1949 et 1950. Il est alors le premier maire de Jérusalem après l'indépendance d'Israël.

## Biographie
Auster est né à Knihinine, non loin de Stanisławów, en Galicie (Stanisławów a été rebaptisée Ivano-Frankivsk et Knihinine est situé dans l'oblast d'Ivano-Frankivsk). Auster suit des études de droit à l'université de Vienne et sort diplômé en 1914. Il fait son aliyah dans la Palestine ottomane la même année.
En Palestine, il est enrôlé pendant la Première Guerre mondiale au quartier général du corps expeditionnaire autrichien à Damas et aide Arthur Ruppin à envoyer de l'aide financière au yichouv. Après la guerre, la Palestine passe sous mandat britannique. En 1919, Auster devient secrétaire du département juridique de la commission sioniste à Jérusalem. Il travaille en Palestine comme avocat et est considéré comme l'un des meilleurs avocat de Jérusalem,
En 1935, il est maire-adjoint de Jérusalem alors dirigée par Raghib al-Nashashibi. Il devient maire en 1937 et le premier juif à ce poste. Auster est aussi élu à l'Asefat ha-nivharim, où il représente le sionisme général (centre-droit).
Auster fait partie des signataires de la déclaration d'indépendance de l'État d'Israël.
Il se prononce contre l'internationalisation de Jérusalem et s'en explique devant l'Organisation des Nations unies en 1947.
En 1947, il fait partie du comité d'urgence mis en place par l'Agence juive pour diriger Jérusalem. Auster est membre du conseil d'État provisionnel en 1948 qui dirige Israël d'avril 1948 à l'élection de la première Knesset en janvier 1949. Il y représente, avec Eliyahu Berligne et Peretz Bernstein, le sionisme général.